# Volitantia
Ordre
Les volitantiens forment un taxon désuet et polyphylétique. Ce sont des mammifères particuliers dans la mesure où ils possèdent une membrane alaire entre les doigts, formée de peau et de muscles, qui relie les membres antérieurs et postérieurs, qui leur permet de voler ou de planer. Leurs avant-bras sont très allongés par rapport à l'humérus et leurs côtes sont aplaties.
Les volitantiens se divisent en deux sous groupes :
- les chiroptères, ou chauve-souris, dont les ailes sont glabre ;
- les dermoptères, dont les ailes sont recouvertes de fourrure.

## Ancienne classification
- Épithériens
  - Pholidotes
  - Preptothériens désuet
    - Insectivores
    - Carnivores
    - Archontes désuet
      - Volitantiens désuet
        - Chiroptères
        - Dermoptères

      - Euarchonta

    - Anagalides
      - Macroscélides
      - Glires

    - Ongulés désuet
      - Tubulidentés
      - Cétongulés désuet